# (5526) Kenzo
(5526) Kenzo est un astéroïde de la ceinture principale découvert le 18 octobre 1991 par l'astronome japonais Takeshi Urata.

## Historique
Le lieu de découverte, par l'astronome japonais Takeshi Urata, est Oohira.
Sa désignation provisoire, lors de sa découverte le 18 octobre 1991, était 1991 UP1 et il est nommé en l'honneur de l'astronome japonais Kenzo Suzuki.